# Victor Crone
Victor Fritz-Crone, född 31 januari 1992 i Österhaninge församling, Stockholms län, är en svensk sångare, gitarrist och låtskrivare.

## Biografi
Crone föddes 1992 i Österhaninge församling utanför Stockholm. Han växte upp i Österåker och började vid 14 års ålder att spela gitarr och skriva låtar. 2010 flyttade han till USA och besökt städerna Los Angeles och Nashville. Där han skrev låtar för bland annat Diane Warren, Eric Bazilian och Desmond Child. Crone deltog, tillsammans med Behrang Miri i Melodifestivalen 2015 med låten "Det rår vi inte för". De kom på fjärde plats i sin delfinal och tog sig till Andra chansen. I Andra chansen förlorade de sin duell mot Samir & Viktor. Crone vann den estniska uttagningen, Eesti Laul 2019, och representerade Estland i Eurovision Song Contest 2019 med låten "Storm", där han slutade på 20:e plats i finalen. 2020 medverkade han återigen i Melodifestivalen med låten "Troubled Waters". Han framförde den i den fjärde deltävlingen i Malmö där den gick vidare direkt till final. I finalen slutade Crones bidrag på nionde plats. 2022 skrev han ett förlagsavtal med BMG.
4 februari 2023 tävlade han i Melodifestivalens första deltävling i Göteborg med låten "Diamonds".

## Diskografi

### Album
- 2020 – Troubled Waters (Roxy Recordings).[8]

### Singlar
- 2015 – Burning Man (TMB Records).[9]
- 2016 – Feelgood Day
- 2016 – Feelgood Day (Gentech remix)
- 2017 – Calefornia (TMB Records).[10]
- 2017 – Sunshine and Rain (TMB Records).[11]
- 2018 – Made Of (TMB Records).
- 2018 – Made Of, Galavant remix (TMB Records).
- 2018 – Storm (Star Management).
- 2019 – Storm (karaoke version)
- 2019 – Storm, Skip Stones remix (Star Management).
- 2019 – Storm, Madison Mars remix (Star Management).
- 2019 – Discovery, tillsammans med Syn Cole (STMPD RCRDS).
- 2019 – Discovery, Sunrise mix (STMPD RCRDS).
- 2019 – Take me Away (Warner Music Sweden), tillsammans med Tungevaag & Raaban.[12]
- 2019 – This Can't Be Love (Roxy Recordings).[13]
- 2020 – Troubled Waters (Roxy Recordings)
- 2020 – Yes, I Will Wait (Roxy Recordings).[14]
- 2020 – Yes, I Will Wait, Pretty Young remix (Roxy Recordings).[15]
- 2020 – These Days (Longing for Christmas) (Roxy Recordings).[16]
- 2021 – Rains (Roxy Recordings).[17]
- 2022 – Dynamite (Roxy Recordings).[18]
- 2022 – Wind in my Sails (Roxy Recordings).[19]
- 2022 – Lonely World (IIIIXI Recordings), tillsammans med K-391.[20]